# Suomenniemi
Suomenniemi is een kerkdorp in Finland dat sinds 2013 tot de stad Mikkeli behoort. Tot dan toe was Suomenniemi de kleinste gemeente op het Finse vasteland (854 inwoners in 2003) en behoorde het tot het landschap Etelä-Karjala. Sinds de opheffing van de gemeente ligt het in Etelä-Savo.
Suomenniemi heeft een houten kerk, die uit 1866 dateert.
Imatra · Lappeenranta · Lemi · Luumäki · Parikkala · Rautjärvi · Ruokolahti · Savitaipale · Taipalsaari
Voormalige gemeenten:
Joutseno · Lappee · Lauritsala · Nuijamaa · Saari · Simpele · Suomenniemi · Uukuniemi · Ylämaa